# تکیه نجفی
تکیه نجفی مربوط به دوره قاجار است و در سمنان، بافت قدیم، شمال راسته بازار واقع شده و این اثر در تاریخ ۲۵ اسفند ۱۳۸۰ با شمارهٔ ثبت ۵۶۳۶ به‌عنوان یکی از آثار ملی ایران به ثبت رسیده است.